# Margot Drechsel
Elsa Margot Drechsel; także Drexler, Dreschler, Drechsel, Drexel (ur. 17 maja 1908 w Neugersdorf koło Bayreuth, zm. w czerwcu 1945 w Budziszynie) – niemiecka nadzorczyni SS (SS-Aufseherin) w nazistowskich obozach koncentracyjnych.

## Życiorys
Przed służbą w obozach koncentracyjnych, pracowała w biurze w Berlinie. 31 stycznia 1941 przybyła do Ravensbrück w celu przeszkolenia i stażu, które odbyła pod opieką SS-Oberaufseherin Johanny Langefeld i szybko dostała stanowisko Rapportführerin. 27 kwietnia 1942 została wybrana na dozorczynię w nowo otwartym obozie koncentracyjnym KL Auschwitz, gdzie podlegała SS-Lagerführerin Marii Mandel, a od 1 listopada 1944 przebywała w obozie KL Flossenbürg. Została zatrudniona jako Rapportführerin, następnie jako Leiterin der Schreibstube (kierowniczka kancelarii obozowej). W styczniu 1945 została przeniesiona do podobozu KZ Ravensbrück w Neustadt-Glewe, do którego przybywały transporty więźniów obozów ze wschodu. Uciekła stamtąd w kwietniu 1945.
Margot Drechsel była chudą, ciemną blondynką z haczykowatym nosem, wystającymi zębami i miała bladą cerę. Była bardzo wulgarna i łatwo wpadała w złość. Zamordowała tysiące więźniów. Przez świadków oskarżenia była określana jako wyjątkowo brutalna. Szczególnie bały się jej kobiety więźniarki. Brała udział w selekcjach kobiet i dzieci do komór gazowych.
W 1945 została rozpoznana przez byłą więźniarkę Walentynę Ignaszewską na drodze z Pirny do Budziszyna w ówczesnej radzieckiej strefie okupacyjnej i przekazana radzieckiej żandarmerii. Została skazana przez sąd na śmierć i powieszona w więzieniu w Budziszynie.